# Pandrah Kandeh
Pandrah Kandeh is een bestuurslaag in het regentschap Bireuen van de provincie Atjeh, Indonesië. Pandrah Kandeh telt 527 inwoners (volkstelling 2010).